# Art Kimbro
Arthur L. Kimbro (* 11. Mai 1956 in Sacramento, Kalifornien) ist ein US-amerikanischer Schauspieler und Synchronsprecher.

## Leben
Art Kimbro war von 1978 bis 2013 als Schauspieler vor der Kamera tätig und wirkte in dieser Zeit in mehr als 40 Film-und-Fernsehproduktionen mit, darunter auch in mehreren Fernsehserien wie beispielsweise Quincy oder Magnum. Er war dabei oftmals in Nebenrollen besetzt. Kimbro war nebenbei auch zeitweise als Synchronsprecher für Animationsfilme und Zeichentrickfilme aktiv, wie beispielsweise in Mulan oder Große Haie – Kleine Fische.

## Filmografie (Auswahl)
- 1978: Der unglaubliche Hulk (Fernsehserie, 1 Folge)
- 1979: CHiPs (Fernsehserie, 1 Folge)
- 1981: Lou Grant (Fernsehserie, 1 Folge)
- 1982: Quincy (Fernsehserie, 1 Folge)
- 1984: Beverly Hills Cop – Ich lös’ den Fall auf jeden Fall
- 1985: Magnum (Fernsehserie, 1 Folge)
- 1986: T. J. Hooker (Fernsehserie, 1 Folge)
- 1991: Sunset Killer 2 (Dead On: Relentless II)
- 1994: Babylon 5 (Fernsehserie, 1 Folge)
- 2006: Hotel Zack & Cody (Fernsehserie, 1 Folge)